# جاك دوهان
جاك دوهان (بالإنجليزية: Jack Doohan)‏ (مواليد 20 يناير 2003) هو سائق استرالي الجنسية، يتنافس في الفورمولا واحد مع فريق ألباين.
ولد وترعرع في غولد كوست، كوينزلاند، وهو ابن بطل العالم للدراجات النارية خمس مرات ميك دوهان. بدأ من خلال سباق الكارت في سن التاسعة بواسطة جوكرت أهداه إياه مايكل شوماخر، وفاز بألقاب وطنية متعددة. بدأ دوهان مسيرته المهنية في بطولة فورمولا 4 البريطانية. ثم احتل المركز الثاني في بطولة فورمولا 3 الآسيوية لموسم 2019-2020، انتقل دوهان إلى بطولة العالم في فورمولا 3 في عام 2020، حيث احتل المركز الثاني بعد دينيس هاوجر في الموسم التالي مع فريق ترايدنت. ثم ارتقى دوهان إلى بطولة العالم في فئة فورمولا 2، محققًا العديد من الانتصارات في موسمي 2022 و 2023 مع فريق فيرتوسي، واحتل المركز الثالث في الأخير.

## انضمامه لفريق ألباين
كان دوهان عضوًا في أكاديمية ألباين منذ عام 2022 وكان سائقًا احتياطيًا للفريق في موسمي 2023 و 2024، ثم أتاح له الفريق أن يحل محل إستيبان أوكون في سباق جائزة أبو ظبي الكبرى لموسم 2024 وهو أول ظهور له في الفورمولا واحد. حيث من المقرر أن يتم ترقيته إلى أن يكون سائق رئيسيا في عام 2025 ويحل محل إستيبان اوكون.

## روابط خارجية
- جاك دوهان على موقع DriverDB.com (الإنجليزية)